# Megachile boliviensis
Megachile boliviensis là một loài Hymenoptera trong họ Megachilidae. Loài này được Friese mô tả khoa học năm 1917.